# David Renard
Pour les articles homonymes, voir Renard.
Ne doit pas être confondu avec David Ménard.
Pas d'image ? Cliquez ici

a Compétitions nationales et continentales officielles uniquement.

Dernière mise à jour le 16 juin 2020.
David Renard, né le 25 mars 1968 à La Rochelle (Charente-Maritime), est un joueur et entraîneur français de rugby à XV.

## Biographie
Né à La Rochelle, David Renard est formé au Stade rochelais où il fait l'essentiel de sa carrière.
Il figure sur le mur des Centurions à l'Apivia Parc.
Il termine sa carrière sportive au Sporting Club surgérien rugby (SC Surgères) et devient l'entraîneur de l'Union sportive trembladaise rugby (US La Tremblade).

## Style de jeu
Jean-Pierre Élissalde dit de lui : « Il pouvait jouer au centre aussi. S’il avait évolué à Clermont ou Grenoble dans ces années-là, David aurait eu un paquet de sélections avec le XV de France. C’était un joueur qui avait toutes les qualités de fluidité et de rapidité. De plus, il était grand pour son poste. ».